# Seksuele diversiteit
De seksuele en genderdiversiteit of eenvoudigweg seksuele diversiteit is een term die inclusief wordt gebruikt om alle diversiteit in seksen, seksuele geaardheden en 
genderidentiteiten te beschrijven zonder de noodzaak om elk van de identiteiten, gedragingen en kenmerken specifiek te benoemen.
In het Westen worden doorgaans eenvoudige en strikte classificaties gebruikt met betrekking tot geslacht (mannen, vrouwen en interseksuelen), seksuele geaardheid (homoseksuelen, heteroseksuelen en biseksuelen) en genderidentiteit (transgender en cisgender), onder de afkorting lhbti (lesbiennes, homoseksuelen, biseksuelen, trans en interseksuelen). Andere culturen hebben echter verschillende manieren om het seksuele systeem te begrijpen. Daarnaast zijn in de afgelopen decennia verschillende seksuologische theorieën populair geworden, zoals de Kinsey-schaal en de queer-theorie, die stellen dat deze classificatie ontoereikend is om de complexiteit van seksualiteit bij de mens en zelfs bij andere diersoorten te beschrijven.
Bijvoorbeeld, mensen kunnen een seksuele geaardheid ervaren die ergens tussen heteroseksueel en biseksueel ligt (heteroflexibel) of tussen homoseksueel en biseksueel (homoflexibel), of deze geaardheid kan in de loop van de tijd variëren, of deze kan aantrekkingskracht tot personen onafhankelijk van hun geslacht of gender omvatten (panseksueel). Met andere woorden, binnen biseksualiteit bestaat er een grote verscheidenheid aan typen en voorkeuren, variërend van volledige heteroseksualiteit tot volledige homoseksualiteit (Kinsey-schaal).
Seksuele diversiteit omvat ook interseksuele mensen, die worden geboren met een verscheidenheid aan kenmerken die tussen mannen en vrouwen in liggen. Bovendien omvat het ook alle transgender en transseksuele identiteiten die niet binnen het binaire gendersysteem passen en, net als seksuele geaardheid, in verschillende gradaties kunnen worden ervaren buiten cisgender en transseksualiteit, zoals mensen met non-binaire genderidentiteiten.
Ten slotte omvat seksuele diversiteit ook aseksuele mensen, die geen interesse hebben in seksuele activiteit, evenals degenen die vinden dat hun identiteit niet kan worden gedefinieerd, die in het Angelsaksische gebied vaak onder de queer paraplu vallen.
Sociaal wordt seksuele diversiteit bevorderd als een vorm van acceptatie van elke vorm van zijn, met gelijke rechten, vrijheden en kansen binnen het kader van de mensenrechten. In veel landen wordt de zichtbaarheid van seksuele diversiteit bevorderd tijdens Pride-marsen voor lgbti-rechten.